# Stoneham (canton)
Pour les articles homonymes, voir Stoneham (homonymie).
Stoneham était un canton canadien du Québec situé au nord de la ville de Québec. Il fut proclamé officiellement le 4 mai 1800. En 1855, il se fusionne avec le canton de Tewkesbury pour devenir la municipalité de canton unis de Stoneham-et-Tewkesbury,.